# Seconde dynastie d'Isin
La Seconde dynastie d'Isin est une dynastie qui régna sur la Babylonie après la chute de la dynastie kassite de Babylone. Son nom est dû au fait qu'elle se forma d'abord dans la cité d'Isin. Elle fut fondée par Marduk-kabit-ahheshu en 1154 av. J-C. Sous Nabuchodonosor Ier, la dynastie reconquiert l'ensemble de la Babylonie aux Elamites. Cette victoire redonne sa puissance à Babylone mais relance la rivalité avec l'empire assyrien. Ce dernier repoussera sévèrement les assauts babyloniens en 1084 av. J-C. À partir du règne d'Adad-apla-iddina, les incursions des Araméens entraîneront la chute de la dynastie en 1027 av. J-C.

## Rois de la Seconde dynastie d'Isin
La Seconde dynastie d'Isin semble compter onze rois qui ont régné de 1154 à 1027 av. J-C :
- -1154/-1141 : Marduk-kabit-ahheshu
- -1140/-1133 : Itti-Marduk-balatu
- -1132/-1127 : Ninurta-nãdin-šumi (transfère la capitale à Babylone où ses successeurs régneront).
- -1126/-1105 : Nabuchodonosor Ier
- -1104/-1101 : Enlil-nãdin-apli Ier
- -1100/-1083 : Marduk-nãdin-ahhê
- -1082/-1070 : Marduk-sãpik-zêri
- -1069/-1048 : Adad-apla-iddina
- -1047 : Marduk-ahhê-erîba
- -1046/-1035 : Marduk-zêr-...
- -1034/-1027 : Nabû-sum-libur